# Muskellunge
A muskellunge (Esox masquinongy) a sugarasúszójú halak (Actinopterygii) osztályának csukaalakúak (Esociformes) rendjébe, ezen belül a csukafélék (Esocidae) családjába tartozó faj. Nagy gazdasági jelentőséggel bíró ragadozó hal, mely kedvelt a horgászok és a halételek fogyasztói körében is. Egyéb nevei: „maskenozha”, „maskinonge” vagy „mascalonge”.

## Nevének eredete
A muskellunge név eredetével kapcsolatban, nincs egységes álláspont. Vannak olyan nyelvészek, akik szerint elindiánosított francia szó, míg mások éppen ellenkezőleg elfranciásított indián szónak vélik. Az írásmódjában sem tudtak egyezségre jutni ezért lehet több változatával is találkozni. Ez a sokszínűség jelentkezik a halnak adott földrajzi területenként eltérő triviális nevek használatában is. Ohióban és Wisconsinban muskellunge, a Nagy-tavak környékén muskellunge vagy keresztsávos muskellunge, az Ohio folyónál csuka, az Allegheny folyó mentén szintén csuka, de itt a jack csuka vagy a foltnélküli csuka elnevezéssel is lehet találkozni. Nevének rövidített (becézett) formája is ismert az angol nyelvű leírásokból, mint a "muskie" vagy "musky" magyarul maszki.

## Előfordulása
Észak-Amerika folyóiban és tavaiban fordul elő ez a nagyra növő faj, mely a csukák között a legnagyobb méretű. A vizekben a partközeli árnyékos részeket kedveli, ahol a vízinövények között vagy elsüllyedt faágak takarásában figyel. Nyáron a víz hőmérsékletének emelkedésekor a mélyebb és hidegebb rétegekbe húzódik, de ha szükséges a harminc Celsius-foknál magasabb vizet is megtűri. Télen is aktív életmódot folytat.

## Megjelenése
A kifejlett példány hosszúsága 0.71–1.2 méteres és súlya ilyen korára 5–16 kilogramm. A legnagyobb példányai elérik az 1,8 métert és a 32 kilogrammot. Ezzel az impozáns mérettel élőhelyeiken csak a valódi tokfélék körözik le őket. Életkilátása 3-15 év körül mozog, de fogtak már 20 éveset is belőle. Az ikrások gyorsabban és nagyobbra nőnek, mint a tejesek ezért a legtöbb nagyméretű horgásztrófeát a nőstények adják.

## Életmódja
Ragadozóként kiváló vadász és emiatt egyfajta ragadozó gépnek is lehet tekinteni. Élete kezdeti szakaszában a fiatal példányok gyorsan növekednek és ehhez mérten csillapíthatatlan étvággyal pusztítják a körülöttük élő kisebb termetű halfajokat. Javarészben halat fogyaszt, de minden más a vízben előforduló állatra veszélyt jelent. A nagyobb maszkik rátámadhatnak a rágcsálókra, a vízimadarakra és a pézsmapocokra egyaránt még a többi ragadozó hal sincs biztonságban, hiszen elejti a kisebb harcsákat és a sügérféléket is.

## Szaporodása
A maszki kora tavasszal ívik röviddel a jégolvadás után, de a csuka ívása megelőzi az övét. Ivarérettségét 3-5 éves korára éri el. Az íváshoz szükséges vízhőmérséklet 12 Celsius-fok. Íváskor az ikrás a tejeshez dörgölődik, majd a homokra rakja le megtermékenyített petéit. Ikrái a partközeli 15-20 centiméter vízmélységben 15 nap múlva kelnek ki és a szikzacskó is ugyanennyi nap múlva szívódik fel.

## Galéria

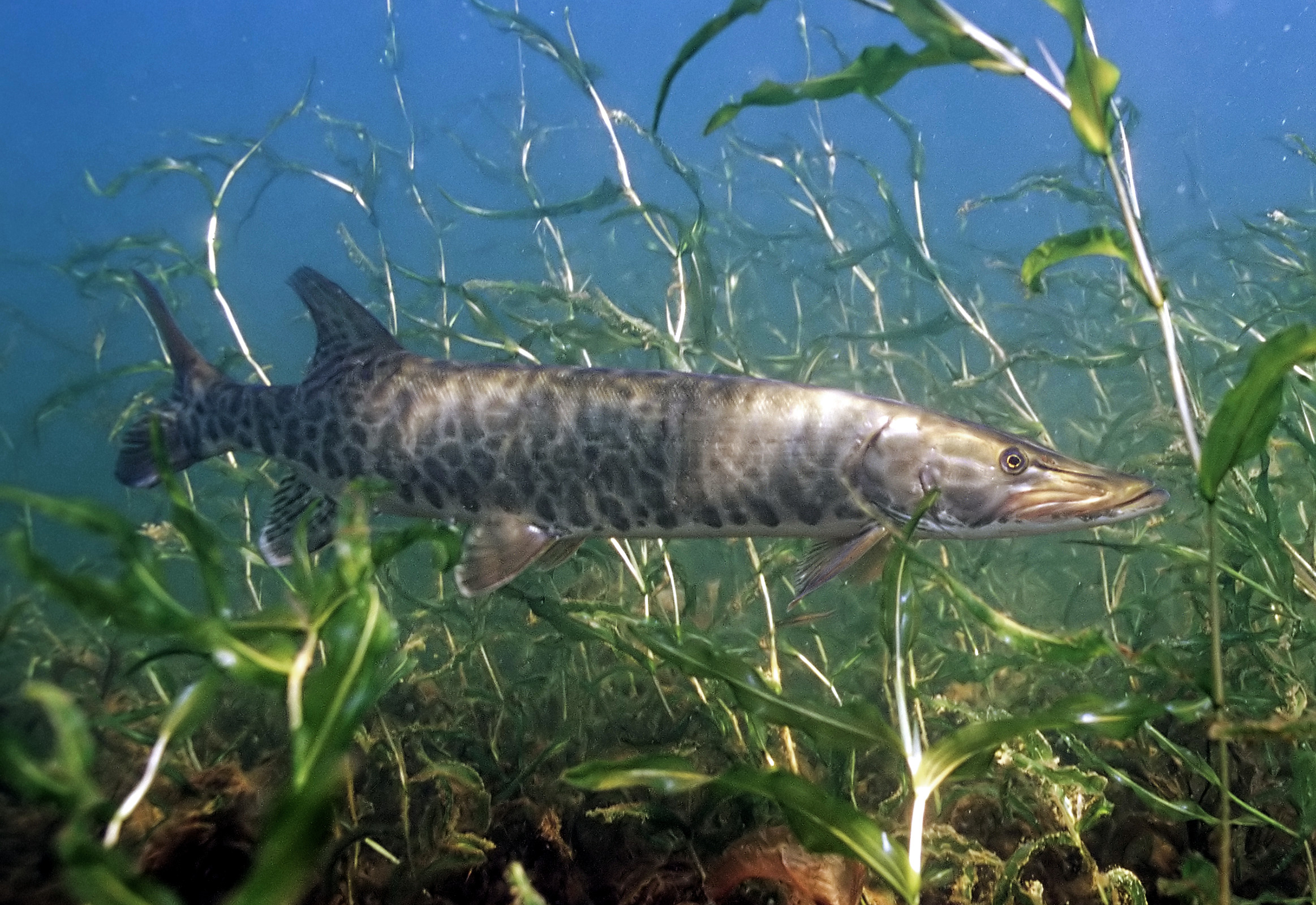
Igazi élőhelye a növénnyel fedett takaró rész
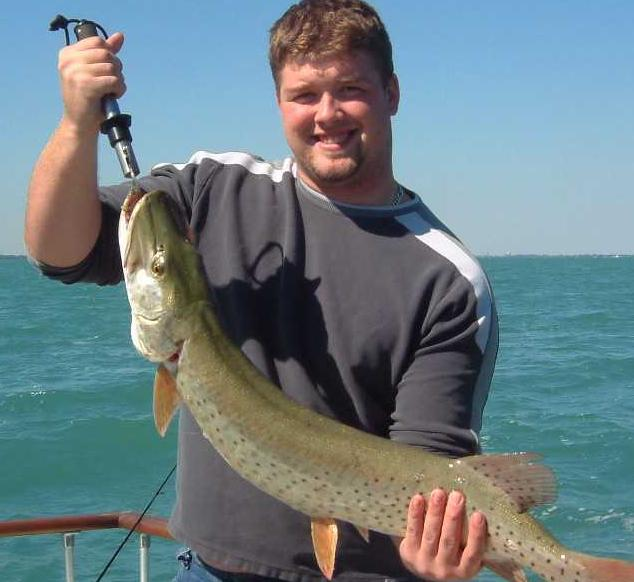
Egy szép muskellunge, melyet a Ontarióban fogtak
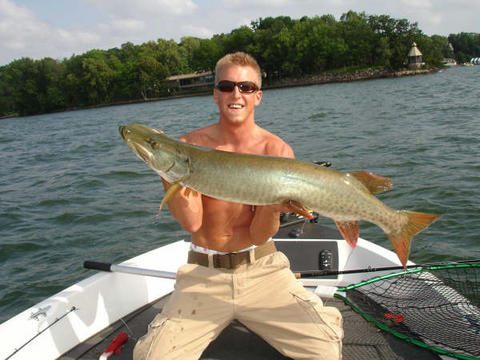
Szép fogás Minnesotából, mely egy 111,8 centiméteres maszki volt
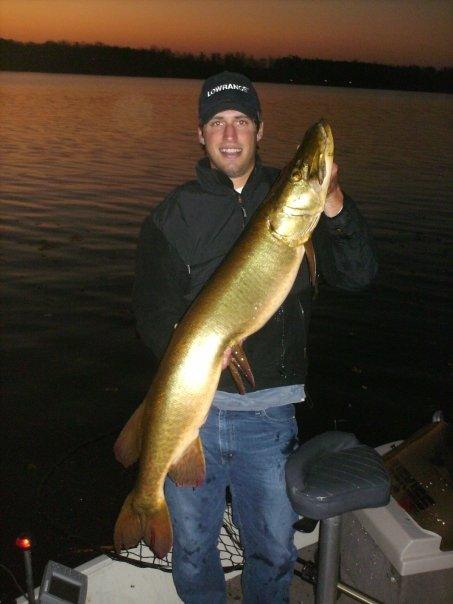
Egy másik szép fogás

### Internetes leírások a muskellungéről
- A faj adatlapja a FishBase oldalán. FishBase. (Hozzáférés: 2011. december 11.)
- Esox masquinongy Mitchill, 1824. BioLib.cz. (Hozzáférés: 2011. december 11.)
- A taxon adatlapja az ITIS adatbázisában. Integrated Taxonomic Information System. (Hozzáférés: 2011. december 8.)
- Esox masquinongy — Overview Allegheny River pike (angol nyelven). Encyclopedia of Life. (Hozzáférés: 2011. december 11.)
- Esox masquinongy Mitchill, 1824 (angol nyelven). uBio. (Hozzáférés: 2011. december 11.)
- Esox masquinongy muskellunge (angol nyelven). Animal Diversity Web ADW. (Hozzáférés: 2012. február 10.)